# Грос-Умштадт
Грос-Умштадт (нем. Groß-Umstadt) — город в Германии, в земле Гессен. Подчинён административному округу Дармштадт. Входит в состав района Дармштадт-Дибург. Население составляет 21 251 человек (на 31 декабря 2019 года). Занимает площадь 86,84 км². Официальный код — 06 4 32 010.

## Города-побратимы
- Сен-Пере (Франция, с 1966)
- Санту-Тирсу (Португалия, с 1988)
- Дикомано  (Италия, с 2010)

## Известные уроженцы Грос-Умштадта
- Иоганн Иттман (1885—1963) — евангельский миссионер в Камеруне и составитель словаря языка дуала.
- Фёппль, Август (1854—1924) — немецкий учёный в области механики.

## Фотографии

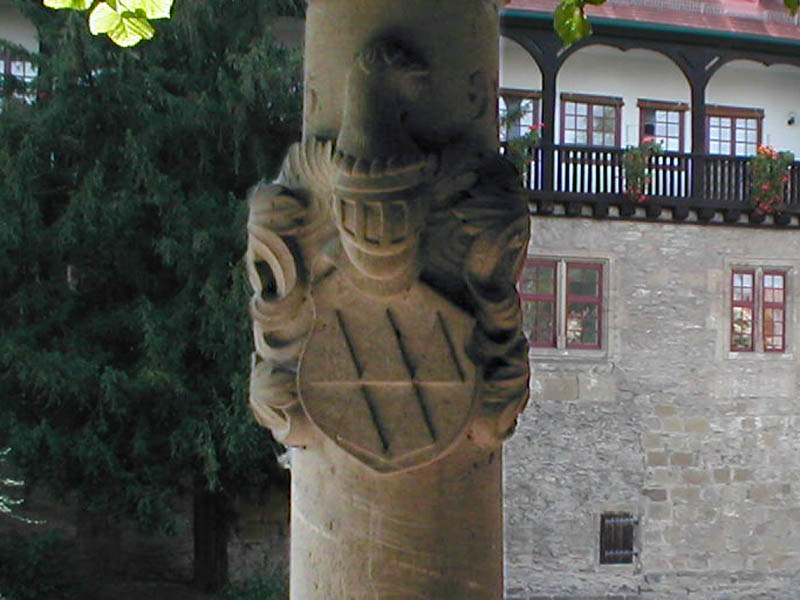
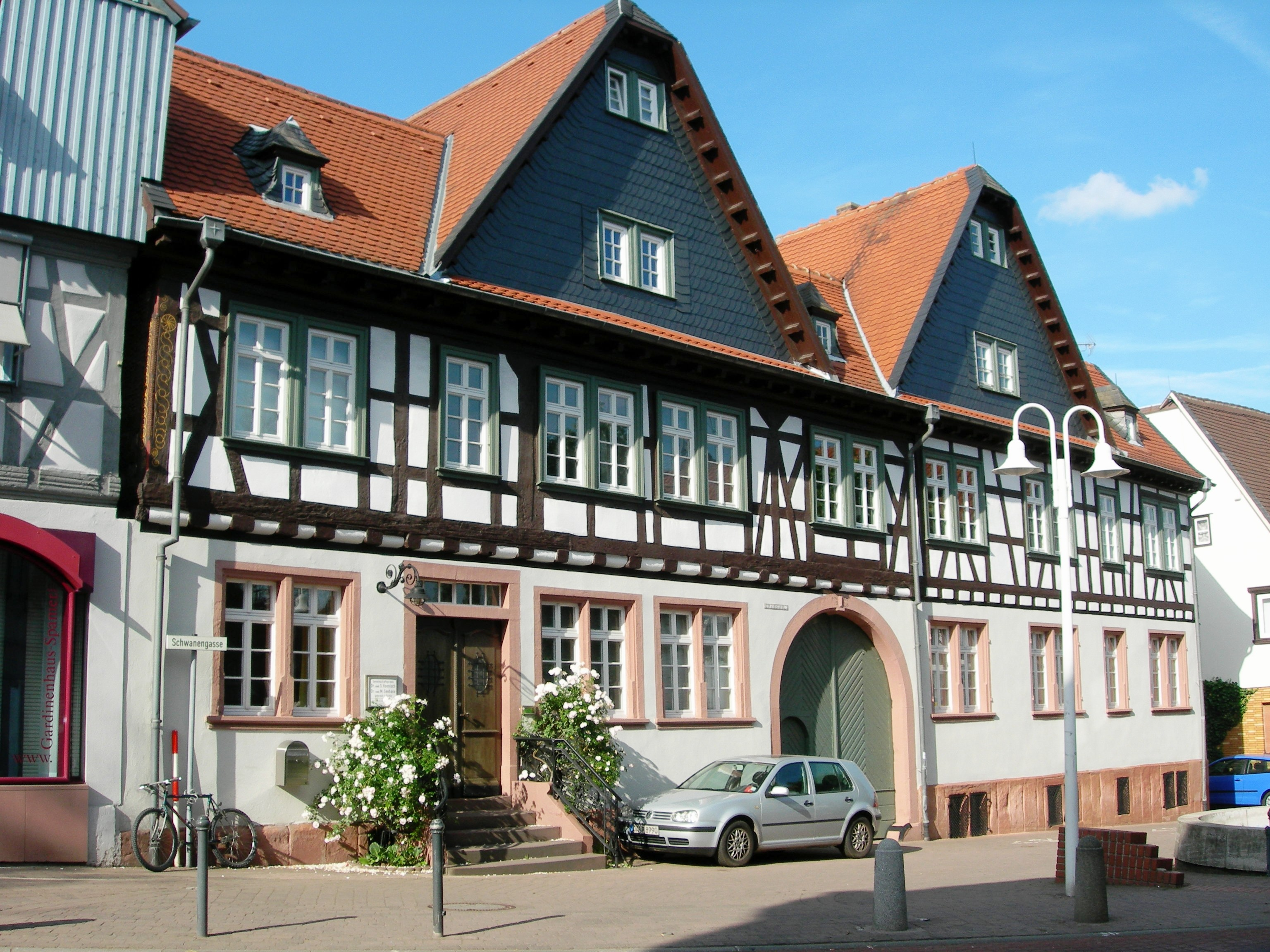
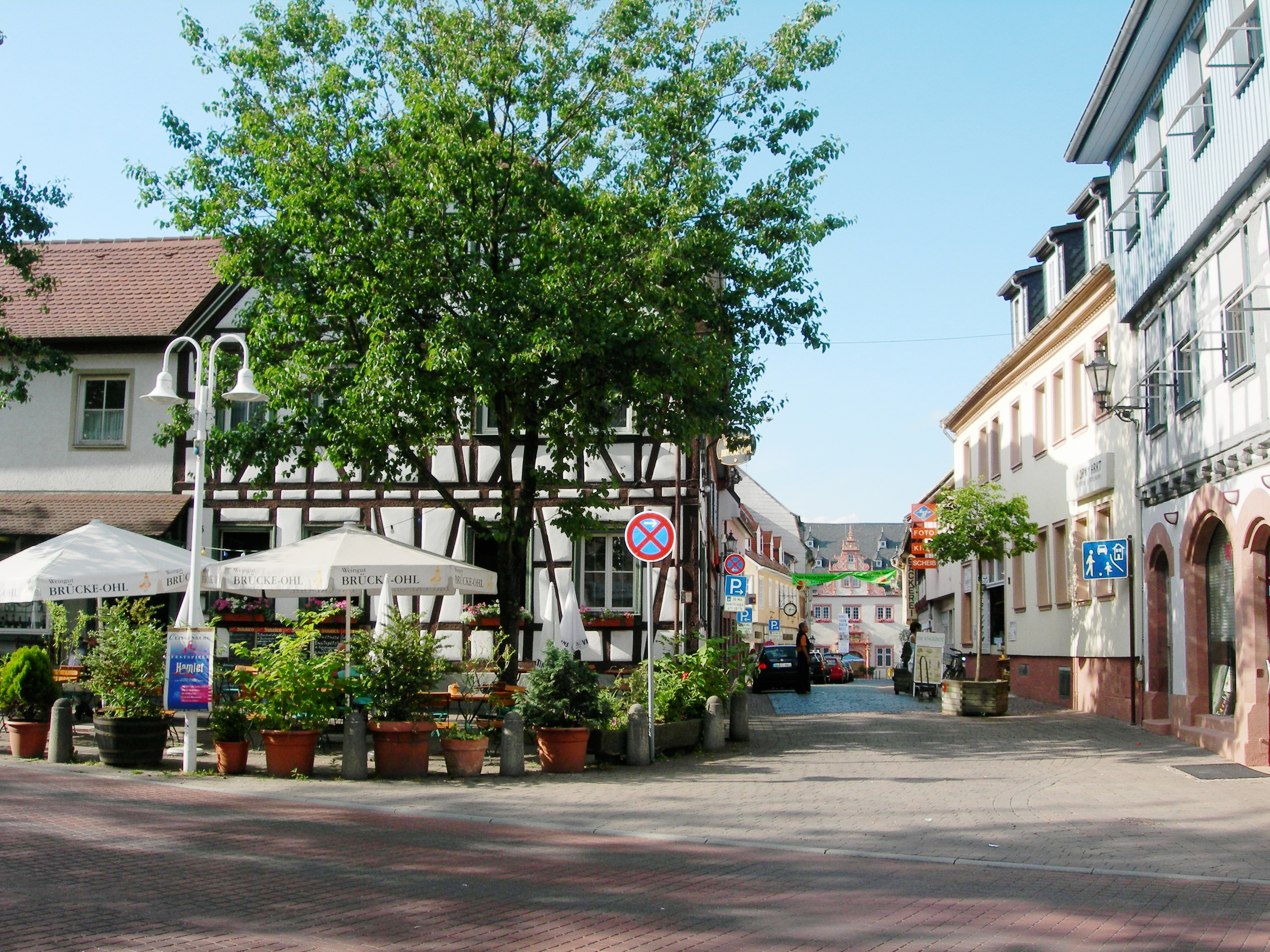
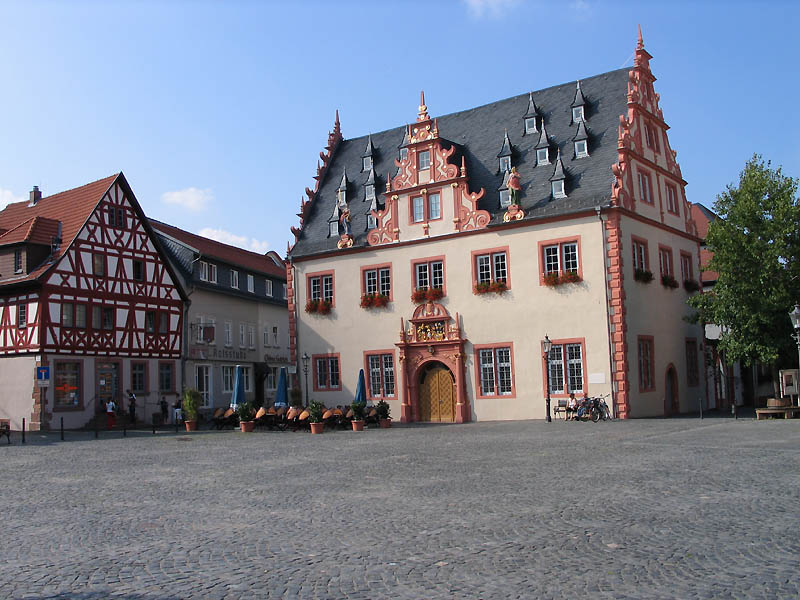
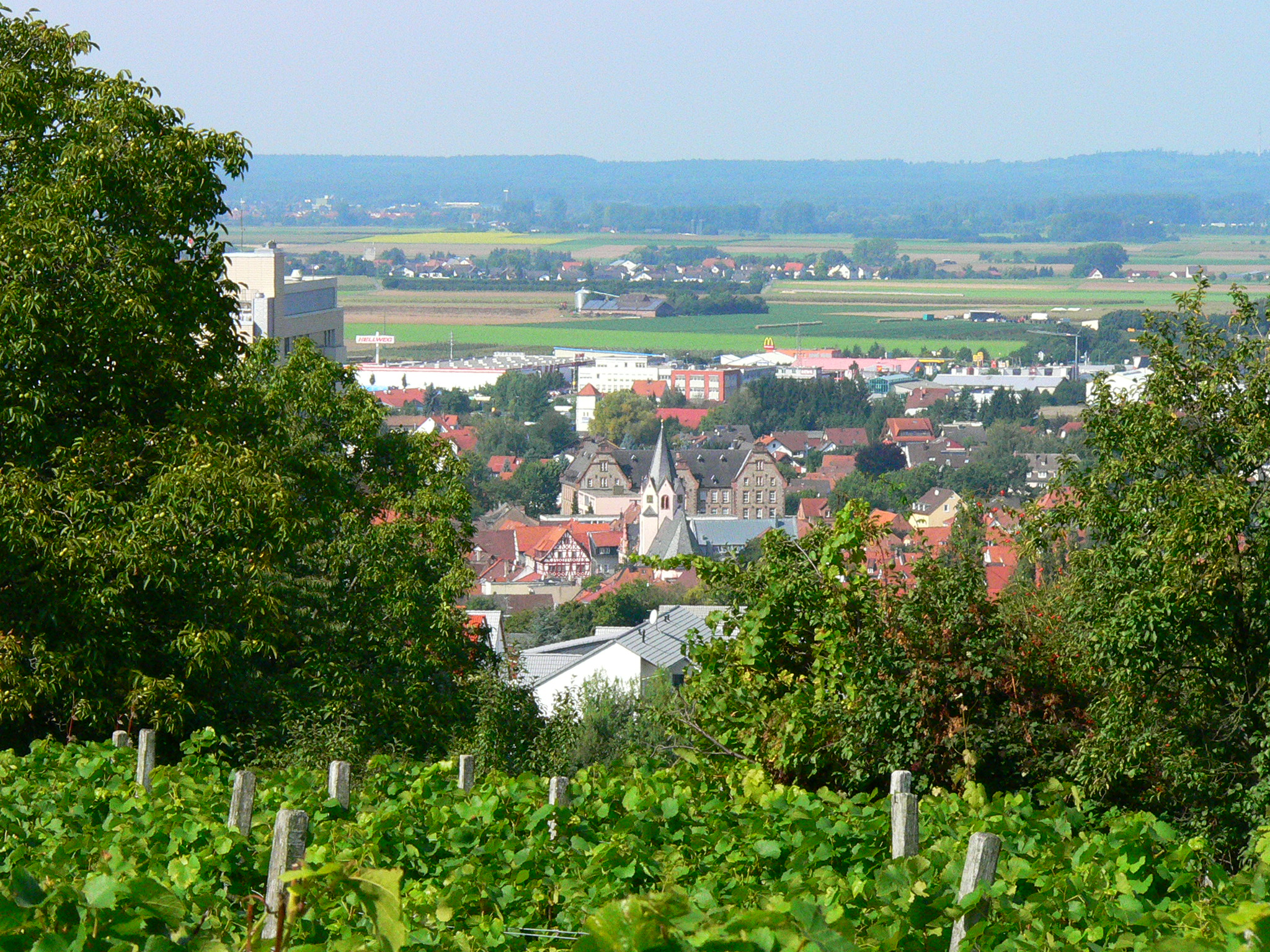